# Headline Hustler
Headline Hustler is een single van 10cc. Het is afkomstig van hun album 10cc. Headline Hustler was de vijfde single van de band en van hun debuutalbum. Het plaatje werd waarschijnlijk alleen in de Verenigde Staten uitgebracht en was daar niet succesvol.
Headline Hustler kan het beste vertaald worden als pooier van krantenkoppen, veroorzaker van schandalen; hij heeft voor andere zaken geen tijd. Graham Gouldman en Eric Stewart waren de schrijvers. B-kant was Speed Kills.
Graham Gouldman · Eric Stewart · Kevin Godley · Lol Creme

Paul Burgess · Rick Fenn · Stuart Tosh · Duncan Mackay · Tony O'Malley